# Pázmáneum
A Pázmáneum (Collegium Pazmanianum) a Pázmány Péter bíboros, esztergomi érsek által 1623-ban Bécsben alapított papnevelő intézet neve. Az intézet a külföldi magyar papság részére az elitképzés színhelye volt, amelyet az alapító Pázmány Péter jelölt meg alapító levelében. Az első alapító okmányt 1619. január 1-jén állította ki Pázmány Péter. Az esztergomi káptalannak adta az 1618-ban vásárolt házat Bécsben. A növendékek nem csak magyarok lehettek, hanem szlávok, németek és horvátok is. 1623. szeptember 20-án született meg egy újabb alapítólevél, ebben Pázmány bíboros a bécsi jezsuitákra bízta a szemináriumot.

## Fekvése
Bécsben, a 9. kerületi Boltzmanngassén álló palota, az Amerikai Egyesült Államok nagykövetsége mellett.

## Alapítása

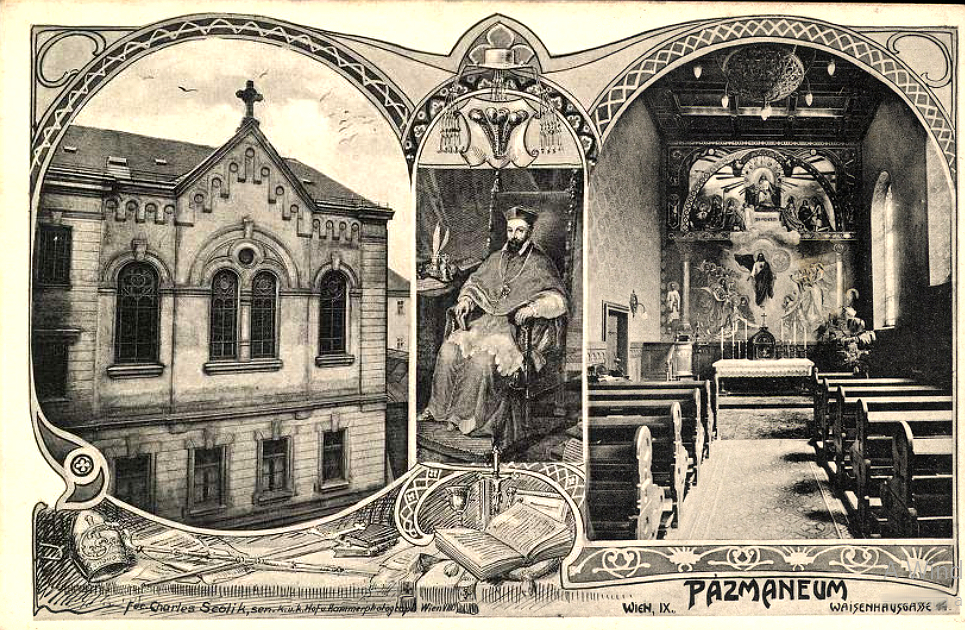
A Pázmáneum épülete Bécsben 1900 körül, az alapító és a kápolna rokokó főoltára képeslapon 1930 körül

Nem sokkal azután, hogy Pázmány Péter 1619-ben Nagyszombatban az ifjúság számára nevelőintézetet és papnevelőt alapított, Bécsben is létrehozott egy ilyen intézményt, közel 200 000 forintnyi költséggel. II. József 1784-ben az épületet siketnémák intézetévé alakíttatta, és a papnövendékeket átköltöztette a pozsonyi várba. Az épületet I. Ferenc magyar király 1803-ban visszaadta eredeti rendeltetésének.

## Épülete
Az ősi kollégiumi épület eladásának gondolata már 1882-ben felmerült. A Postgasse 11. szám alatti kollégium főépületét 1900-ban eladták. A Waissenhausgassén lévő telken Czigler Győző budapesti építész terve alapján 1899 nyarán kezdődött el az új, négyemeletes klasszicista stílusú egyetemi épület építkezése és 1900. október 1-jén nyílhatott meg az új kollégium. Bécs város magisztrátusa 1913-ban új utcanevet adott, így a Waissenhausgasse helyett Boltzmanngasséra változott a házszám érintetlenül hagyása mellett. A kápolna restaurálását 1979-ben kezdték el. A falfestményeket kenyérrel tisztították meg, és ahol szükséges volt, kifestették.

## Mindszenty József menedéke

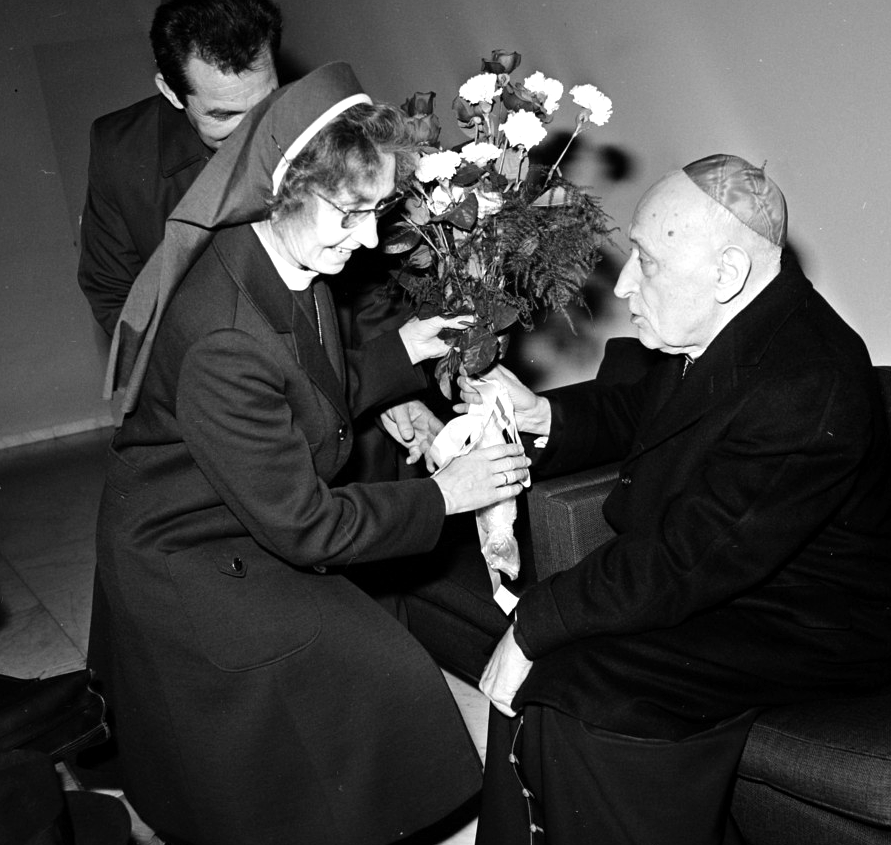
Mindszenty József bíboros 1974-ben

Miután 1971-ben Mindszenty József elhagyta az Amerikai Egyesült Államok budapesti nagykövetségének épületét, Bécsbe ment, ahol október 23-ától a Pázmáneumban lelt menedékre. A kápolna az épület III. emeltén helyezkedik el. Az intézmény kápolnájában Mindszenty József bíboros gyermekeket is keresztelt és egy alkalommal 1973-ban esküvőt is tartott. A bíboros 1975. május 6-án hunyt el, habár Bécsben szándékozott sírjának a helyét megjelölni, az utolsó napon mégis Mariazellt választotta. A rendszerváltáskor rehabilitálták Magyarországon. Végakaratában így rendelkezett: „Amikor Mária és Szent István országa felett lenyugszik a moszkvai hitetlenség csillaga, holttestemet vigyék az esztergomi bazilika kriptájába”. 1991. május 4-én végakarata szerint, az esztergomi bazilika altemplomában temették el.

## Ismert tanárai
- Berchtholdt Ferenc (1730–1793) besztercebányai püspök
- Bossányi András (1673–1730) bölcsész, jezsuita tanár
- Dankó József Károly (1829–1895) címzetes püspök, egyháztörténész
- Dobner István (1694–1746) filozófiai és jogi doktor, jezsuita pap, gyorsíró
- Durguth József (1790–1872) bölcseleti és teológiai doktor, esztergomi kanonok
- Gianone Egon (1910–1999) római katolikus pap, a Pázmáneum rektora
- Jaszlinszky András (1715–1783) Jézus-társasági áldozópap, rozsnyói kanonok
- Koller József (1703–1766) jezsuita szerzetes, apostoli gyóntat
- Kondé Miklós (1730–1802) nagyváradi római katolikus püspök
- Lepold Antal (1880–1971) művészettörténész, prelátus, éneklőkanonok, a MTA tagja
- Lollok József (1824–1890 után) esztergomi prépost-kanonok, majd lazarista szerzetes
- Lollok Lénárd (1848–1923) protonotárius kanonok, pápai prelátus, barsi főesperes, tipissai prépost
- Magyary Gyula (1901–1988) pap, egyházjogász, egyetemi tanár, a Máltai Lovagrend tagja
- Mészáros Imre esztergomi kanonok, egyháztörténész
- Németi Ferenc (1693–1748) bölcseleti doktor, Jézus-társasági áldozópap és tanár
- Palsovics Antal pozsonyi kanonok
- Salbeck Ferenc (1703–1770) Jézus-társasági áldozópap, tanár
- Szegedi János (1699–1770) bölcseleti és teológiai doktor, jezsuita áldozópap és tanár, egyetemi jogtanár
- Szentiványi Márton (1633–1705) jezsuita hittudós, polihisztor, egyetemi tanár, író
- Széchényi Miklós (1868–1923) kánonjogi doktor, győri és nagyváradi püspök, valóságos belső titkos tanácsos
- Szörény Sándor (1664–1719) bölcseleti és teológiai doktor, jezsuita pap és tanár
- Tattay István (1622–1676) Jézus-társasági áldozópap és tanár
- Tolvay Imre (1694–1775) bölcseleti doktor, Jézus-társasági áldozópap és tanár
- Ürményi Péter (1768–1839) fölszentelt püspök
- Váncsay János (1743 körül – 1806) bölcseleti magister, püspök, esztergomi prépost-kanonok

## Ismert diákjai
- Almásy József (1898–1944) római katolikus pap
- Altdorfer Károly (1916–1984) kanonok, teológiai tanár.
- Andrássy István (1802–1890) kanonok
- Aschner Tivadar (1824–1879) pozsonyi kanonok, főgimnáziumi tanár.
- Ádám György (1912–1978) katolikus pap, a nyugaton élő papok főlelkésze, a Burg Kastl-i magyar gimnázium alapítója volt, később pápai prelátus
- Jozef Ignác Bajza (1755–1836) kanonok, szlovák író
- Balázs András (1869-1956) erdélyi magyar római katolikus lelkész, jogtörténész.
- Bangha Béla (1880–1940) jezsuita szerzetes, teológus, író, Magyarország „sajtóapostola”
- Báthy László (1861–1933) kanonok
- Becskereky István (?-1742) plébános
- Beke Antal (kanonok) (1838–1913) római katolikus pap, Fogarasy Mihály erdélyi püspök titkára, az erdélyi püspöki szentszék jegyzője és ülnöke
- Bende Imre (1824–1911) katolikus pap, besztercebányai, majd nyitrai püspök
- Beöthy István (1882-1979) pap, prépost
- Berényi Zsigmond (1694–1748) pécsi püspök, Baranya vármegyei főispán
- Beznák Mihály (1702-1774) választott püspök.
- Bocsárdi Imre (17. század) diák (egyetlen megjelent munkája: Divinus Prometheus seu Spiritus sanctus. Bécs, 1672)[2]
- Boga Alajos (1886–1954) tanár, kanonok
- Bogisich Mihály (1839–1919) magyar zenetörténész, főpap, az MTA levelező tagja és a Szent István Akadémia tagja
- Boltizár József (1821–1905) magyar római katolikus pap, esztergomi segédpüspök
- Bonnaz Sándor (1812–1889) csanádi püspök
- Böhm Károly (1853–1932) amerikai magyar katolikus pap, plébános, misszionárius, az „amerikai magyar katolikusok apostola”
- Bubics Zsigmond (1821–1907) kassai püspök, művészettörténész, történész, az MTA tagja
- Evarist Czaykowszki (1858-1934) pápai kamarás, pozsony-újvárosi plébános, pozsonyi kanonok
- Cziriel Antal (1813–1873) teológus, gimnáziumi igazgató
- Csáky Imre (1672–1732) bíboros, kalocsai érsek, költő
- Császka György (1826–1904) szepesi püspök, kalocsai érsek
- Cselka Nándor (1834–1897) pozsonyi, majd esztergomi kanonok, fölszentelt püspök
- Csepregi Imre János (1876–1954) pápai kamarás és prelátus, eleki és makói plébános, szentszéki bíró
- Csulen Márton (1823-1894) pap, a szlovák iskolahálózat fejlesztője
- Daneczi György (1655–1685) jezsuita szerzetes
- Daniss Zsigmond (1817–1863) pap, költő
- Degen Jenő (1832–1877) plébános, egyházi író
- Dolny István László (1637–1707) püspök
- Dornis Gáspár György (1818–1873) ciszterci szerzetes, pap és gimnáziumi tanár
- Dulánszky Nándor (1829–1896) székesfehérvári, majd pécsi püspök
- Esterházy Imre Gábor (1689–1763) megyés püspök
- Fellegi Viktor (1840–1904) magyar királyi közigazgatási ítélőbíró, pénzügyminisztériumi osztálytanácsos
- Fischer-Colbrie Ágoston (1863–1925) kassai püspök
- Foky Benedek (1697-1753) bencés szerzetes, vasvári káptalani kanonok, prépost, tatai címzetes apát.
- Gerely József (1871-1915) pap, hittanár, minisztériumi előadó.
- Gianone Egon (1910–1999) római katolikus pap, a Pázmáneum rektora
- Grősz József (1887–1961) pap, szombathelyi püspök, kalocsai érsek
- Gubasóczy János (?–1686) főpap
- Győrffy István (17-1711) lőcsei apát, zselici címzetes apát.
- Hamar Ernő (1828–1849) teológushallgató, 48-as főhadnagy
- Hamvas Endre (1890–1970) csanádi püspök, kalocsai érsek
- Hanuy Ferenc (1867–1953) egyetemi tanár, kanonok
- Haskó Jakab (1622–1695) nyitrai püspök
- Haugg Leó (1846–1910) plébános
- Haulik György (1786–1869) teológus, bíbornok és zágrábi érsek, báni helytartó
- Hász István (1884–1973) tábori püspök
- Héderváry János (1620–1662) püspök
- Hirschler József (1874–1936) katolikus plébános, kanonok, pápai prelátus, művészeti író
- Huszár Elemér (1872–1960) pap, egyházi író
- Ihász Gábor (1805–1880) magyar ciszterci szerzetes, pap, főgimnáziumi tanár, nyelvész
- Illyés András (1639–1712) egyházi író, erdélyi katolikus püspök
- Illyés István (1650–1711) nagyprépost, apát, kanonok és címzetes szendrői (szamandriai) püspök
- Ipolyi Arnold (1823–1886) besztercebányai, majd nagyváradi püspök, valóságos belső titkos tanácsos, az MTA igazgató tagja, a Kisfaludy Társaság tagja
- Jantausch Pál (1870–1947) püspök, nagyszombati apostoli kormányzó
- Jehlicska Ferenc (1879–1939) teológiai tanár és szakíró
- Jurkovich Emil (1857–1936) tankerületi főigazgató
- Kereszty Géza Viktor (1855–1926) tanár, pozsonyi kanonok
- Király József esperes-plébános, újságíró, politikus, országgyűlési képviselő
- Kis János (1821–1894) teológiai tanár, plébános
- Kisfaludy Árpád Béla (1847–1903) teológiai doktor, egyetemi tanár.
- Samuel Micu Klein (1745–1806) román történész, nyelvész, teológus, filozófus
- Klekner Alajos (1836-1920) jogász, jogakadémiai igazgató, műfordító.
- Kmoskó Mihály (1876–1931) orientalista, klasszika-filológus, vallástörténész, az MTA levelező (1922) tagja
- Koron Imre (1762–1800) párkányi plébános
- Kovács Ferenc (1837–1899) apát-plébános, pápai prelátus, hittanár, néprajzi író, címzetes apát
- Kovács Zsigmond (1820–1887) veszprémi és pécsi püspök, a magyar királyné kancellárja
- Kölkedy Mihály (17. század – 18. század) pap, főesperes, egyházi író
- König Mór (1822–1886) teológiai doktor és apátkanonok
- Kraffszky József (1857–1923) esperes, kisdednevelési író
- Kunszt József (1790–1866) kalocsai érsek
- Laubhaimer Ferenc (1833–1888) teológiai doktor, pécsi apát-kanonok
- Lönhart Ferenc (1819–1897) erdélyi katolikus püspök
- Madarász István (1884–1948) kassai püspök
- Magyar Imre (1791–1871) mezőgazdász, tanár, földbirtokos, városi képviselő
- Magyary Pál (1857–1937) magyar történész, műfordító, egyházi író
- Máriássy Gábor (1807–1871) katolikus püspök
- Mártonffy György (1663–1721) erdélyi katolikus püspök
- Meszlényi Gyula (1832–1905) szatmári püspök
- Mészáros Ferenc (1794–1864) líceumi tanár
- Mihalovics Ede (1866–1917) teológiai tanár
- Mihalovics Zsigmond (1889-1959) katolikus pap, esztergomi kanonok (1944–1951), a budapesti karitász érseki biztosa (1931–1942), az Actio Catholca országos igazgatója (1932–1948), Budapest Székesfőváros Törvényhatósági Bizottságának tagja (1923–1945), felsőházi tag (1942–1944)
- Miskolczy János (1811–1871) nyitrai apát-kanonok, császári és királyi tanácsos
- Misz Rudolf Antal (1871–1954) alesperes, iskolafelügyelő, címzetes apát
- Mitterpacher Lajos (1734–1814) egyetemi tanár, az agrártudományok hazai úttörője
- Nagy Pál (1750–1819) apát és prépost-kanonok
- Nemecskay István (1792–1884) kanonok, prépost
- Németh György esztergomi kanonok, választott püspök
- Nyirő József (1889–1953) erdélyi magyar író, kilépett katolikus pap, politikus, újságíró
- Okolicsányi János (1676–1736) váradi megyéspüspök
- Oltványi Pál (1823-1909) egyházjogász, író, prépost, plébános.
- Óriás Nándor (1886–1992) magyar ügyvéd, egyetemi tanár, Pécs díszpolgára
- Orosz Alajos (1859–1911) teológiai doktor, főgimnáziumi tanár
- Párvy Sándor (1848–1919) megyés püspök, a Szepesmegyei Történelmi Társulat elnöke
- Perényi Károly (1762-1819) címzetes püspök, hétszemélynök.
- Róbert Pobožný (1890–1972) katolikus pap, rozsnyói apostoli adminisztrátor
- Pongrácz Gáspár (?–1766) esztergomi kanonok
- Porubszky Géza Viktor (1887–1971) plébános, országgyűlési képviselő
- Póka György (1916–1987) római katolikus pap, szombathelyi segédpüspök
- Pór Antal (1834–1911) történész, egyházi író
- Posilovics György (1834-1914) zágrábi érsek.
- Rabcsek András (1712–1792) teológiai doktor, szepesi kanonok
- Rajczy János (? – 1825) esperes, Bars vármegye táblabírája
- Romhányi János (1865–1918) Nyitra vármegyei levéltáros
- Rónay János (1824-1897) 1848-49-es honvédszázados, igazságügyminisztériumi főszámtanácsos.
- Rózsafy Mátyás (1828–1893) magyar újságíró, az 1848-49-es magyar szabadságharc és az amerikai polgárháború katonája
- Sbüll Ferenc (1825–1864) magyarországi szlovén katolikus pap és költő
- Schirgl Endre (1811–1872) prépost-kanonok
- Schnausz György kurtakeszi alesperes
- Schopper György (1819–1895) rozsnyói püspök
- Schönherr Gyula (1864–1908) történész, levéltáros, az MTA tagja
- Schwarz-Eggenhofer Artúr (1890–1969) „ad nutum Sanctae Sedis” apostoli adminisztrátor (kormányzó)
- Somogy Lipót Márton (1748–1822) szombathelyi püspök, valóságos belső titkos tanácsos, egyházi író
- Somogyi Antal (1892–1971) pap, művészettörténész, teológus
- Spátay Gábor (1660 körül – 1722) kanonok, püspök
- Spett Gyula (1851-1922) nagyprépost, egyházi író.
- Steiner Fülöp (1839–1900) székesfehérvári püspök
- Steixner Antal (1902–1987) várpalotai plébános
- Sujánszky Antal választott püspök, esztergomi kanonok, író, költő, szerkesztő, a katolikus vallásos költészet művelője
- Szabó József (1805-1884) püspök.
- Szegedi Ferenc Lénárd (1614–1675) teológus, katolikus püspök
- Szele Gábor (1824–1908) egri segédpüspök
- Szentgyörgyi Ferenc (1616–1663) római katolikus püspök
- Szentiványi Róbert (1880–1961) pap, egyházi író, könyvtáros, bibliográfus, egyetemi tanár
- Széchényi György (1603/1605/1606–1695) csanádi, pécsi, veszprémi, majd győri püspök, kalocsai, később esztergomi érsek, prímás, egyházi író
- Sztankovits János (1781–1848) győri püspök, udvari tanácsos, a vecsei praedialis szék főispánja
- Jozef Tiso (1887–1947) szlovák pap és politikus, az első Szlovák Köztársaság elnöke
- Tót Imre (1786–1865) esztergomi segédpüspök
- Tóth János (1856–1907) tanár, a kis szeminárium kormányzója, címzetes kanonok
- Vépi Benedek (?–1676) A Pázmáneum elvégzése után 1649-ben pápai plébános 1661-ben pozsonyi, majd 1662-ben esztergomi kanonok
- Varga Mihály (1834–1906) prépost-kanonok
- Vilt József Ignác (1738–1813) győri püspök
- Rudolf Vimer (1863-1933) horvát katolikus pap, teológus, nyelvtudós, egyházi író, akadémikus, egyetemi tanár, a Zágrábi Egyetem rektora.
- Wolkenberg Alajos (1871–1937) hittudós, egyetemi tanár, legitimista politikus
- Zalka János (1820–1901) győri püspök
- Zádori János (1831–1887) kanonok, a Magyar Sion illetve az Uj Magyar Sion című folyóiratok szerkesztője
- Zelenyák János (1860–1929) plébánoos, politikus, természetgyógyász, a szegény nép „ingyenorvosa”
- Zichy Ferenc (1701-1783) győri püspök